# Pomnik Sybiraków w Słubicach

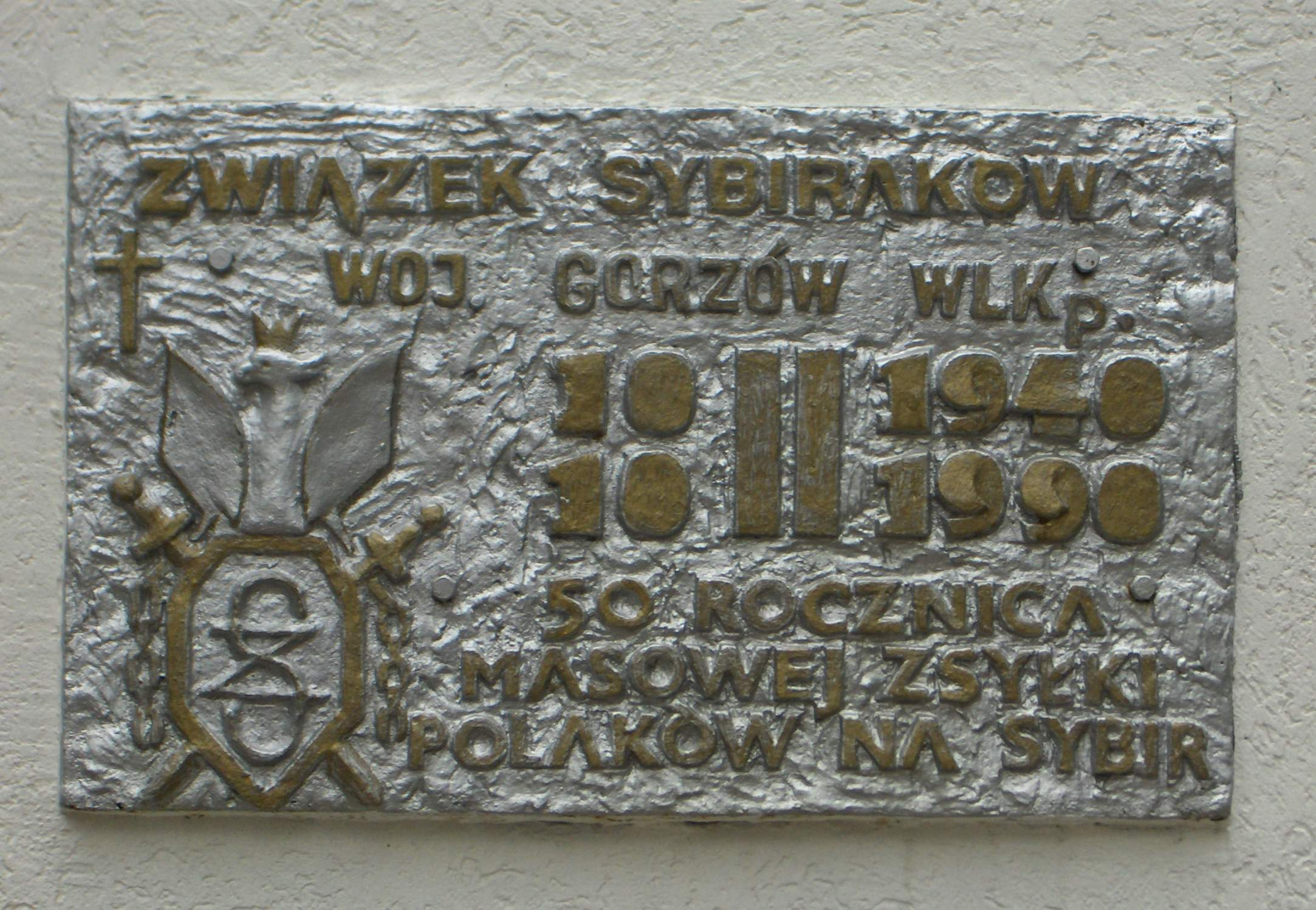
Tablica pamiątkowa na Pomniku Sybiraków w Słubicach

Pomnik Sybiraków w Słubicach – pomnik na Placu Sybiraków w Słubicach, odsłonięty w roku 1990.
Przedstawia 2 białe tablice. Na większej z nich znajduje się tablica pamiątkowa z symbolem Związku Sybiraków, krzyżem łacińskim i następującą treścią:

Związek Sybiraków/ woj. Gorzów Wlkp./ 10 II 1940/ 10 II 1990/ 50. rocznica/ masowej zsyłki/ Polaków na Sybir

Na drugiej z tablic jest wizerunek Jezusa Chrystusa w koronie cierniowej.
Pod Pomnikiem Sybiraków corocznie odbywają się uroczystości patriotyczne np. upamiętniające wybuch i zakończenie II wojny światowej, Święto Wojska Polskiego (15 sierpnia) czy Święto Niepodległości (11 listopada), podczas których składane są kwiaty, a głos zabierają przedstawiciele lokalnych władz.
W miejscu, gdzie stoi obecnie Pomnik Sybiraków, znajdowało się wcześniej popiersie Włodzimierza Lenina a plac Sybiraków nosił nazwę Plac Lenina.